# 쥬라기원시전
쥬라기원시전은 트릭 시스템(Tranquil Revolt In Computer)에서 만든 게임으로, 여기서 설명하는 쥬라기원시전은 현재 쥬라기원시전1을 가리킨다. 
버전은 오리지널과 플러스가 있다. 오리지널은 도스 형태로, 모뎀 멀티플레이가 지원되며 스크린샷이 제대로 나오나, 2000, XP 등에서 실행하면 소리가 깨지거나 작동이 안되어 도스박스나 Microsoft Virtual PC같은 프로그램을 써야 한다. 그에 비해 플러스는 멀티플레이가 지원이 안 되며 스크린샷도 깨지나, 윈도 NT기종에도 소리가 나며 작동이 잘 된다. 
쥬라기원시전은 8개의 부족으로 이루어져 있는 RPS(롤플레잉 전략 시뮬레이션)게임으로, 이 게임에서 '먹거리'라는 자원은 사냥 등을 통해 얻어지는데, 회복과 자원 역할을 동시에 한다.